# Otukaia
Otukaia is een geslacht van weekdieren uit de klasse van de Gastropoda (slakken).

## Soorten
- Otukaia ikukoae Sakurai, 1994
- Otukaia kiheiziebisu (Otuka, 1939)

### Synoniemen
- Otukaia blacki (Dell, 1956) => Maurea (Alertalex) alertae (B. A. Marshall, 1995) => Maurea alertae (B. A. Marshall, 1995)
- Otukaia chilena (Rehder, 1971) => Maurea chilena (Rehder, 1971)
- Otukaia crustulum Vilvens & Sellanes, 2006 => Calliotropis crustulum (Vilvens & Sellanes, 2006)
- Otukaia delli (McLean & Andrade, 1982) => Maurea delli (McLean & Andrade, 1982)
- Otukaia eltanini Dell, 1990 => Maurea eltanini (Dell, 1990)
- Otukaia rossica (Dall, 1919) => Margarites rossicus Dall, 1919